# Tiberio III
Tiberio III, prima di salire al trono noto come Apsimaro (in greco: Τιβέριος Γ; VII secolo – Costantinopoli, febbraio 706), è stato un imperatore bizantino rimasto al potere dal 698 al 705, durante una fase storica nota come anarchia dei vent'anni.
Di origine probabilmente germanica, di Apsimaro non si conosce pressoché nulla dei suoi primi anni, ma è noto che intraprese la carriera militare e riuscì a ricoprire il ruolo di drungarios, ovvero di comandante di flotta del tema di Cibirreoti. Quando l'imperatore bizantino Leonzio fallì nel tentativo di riconquistare quanto perduto in Nord Africa, gli ufficiali lo destituirono e nominarono nel 698 al suo posto Apsimaro, che assunse il nome regale di Tiberio III.
Una volta al potere, si concentrò sulla necessità di contrastare la crescenza potenza del Califfato omayyade, sia pur con risultati poco soddisfacenti. Malgrado fossero state compiute alcune campagne minori di successo, gli arabi si assicurarono gradualmente l'Armenia e minarono il predominio dei romei sulle coste del Mar Mediterraneo. In politica interna, supervisionò lavori di ammodernamento delle mura della città di Costantinopoli e si preoccupò di ripopolare Cipro.
Giustiniano II, imperatore che era stato deposto nel 695 da Leonzio, precedessore di Tiberio, rappresentò una crescente minaccia perché desiderava ritornare al potere e vendicarsi di chi lo aveva esautorato. Tiberio cercò di scongiurare il rischio di un suo ritorno al potere, ma fu incapace di resistere all'assalto di un esercito condotto contro Costantinopoli da Giustiniano assieme al khan bulgaro Tervel. Una volta esautorato, Tiberio venne pubblicamente umiliato e poi ucciso.
Secondo gli studiosi, fu un imperatore che cercò di amministrare Bisanzio con pragmatismo e attenzione. Malgrado non si conoscano le sue consorti, è noto che ebbe un figlio di nome Teodosio, il quale presiedette il concilio di Hieria nel 754.

## Biografia

### Origini e carriera militare
Tra le scarse informazioni note relative alle origini di Tiberio si sa che si trattava di un uomo di origine germanica, in particolare della regione della Panfilia, e che il suo nome di nascita era Apsimaro o Absimaro (Αψίμαρος, Apsímaros). Secondo altri, non può escludersi del tutto l'ipotesi che fosse di origine slava. Da semplice ammiraglio raggiunse il ruolo di drungario, in quanto a capo della flotta del tema marittimo dei Cibirreoti.
Il contesto storico in cui Apsimaro ebbe fortuna appariva particolarmente travagliato, se si considera in particolare quanto stava accadendo nell'Esarcato d'Africa. Il califfo Abd al-Malik ibn Marwan aveva infatti lì inviato un enorme esercito, impadronendosi dell'intera provincia e della stessa città di Cartagine. Poiché erano scoppiati dei focolai di resistenza, l'imperatore bizantino Leonzio ordinò di intervenire e le sue truppe ripresero temporaneamente possesso di Cartagine, salvo poi ritirarsi perché sconfitte dai nuovi rinforzi arabi giunti (battaglia di Cartagine). Nel 698, il comandante bizantino Giovanni il Patrizio, che era stato a capo della fallimentare campagna africana, salpò alla ricerca di rinforzi verso la propria patria.

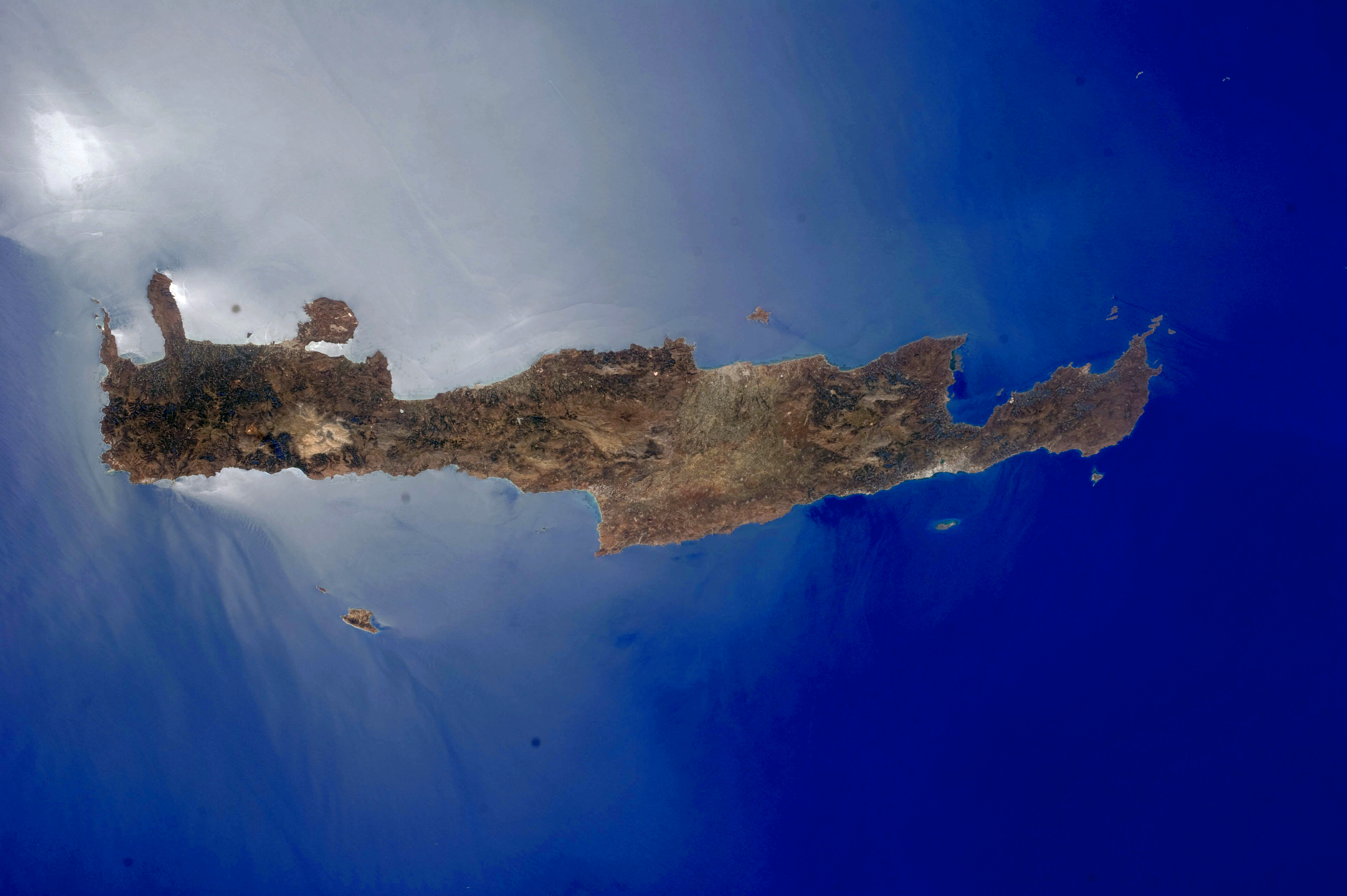
Immagine satellitare dell'isola di Creta, dove ebbe luogo l'ammutinamento che portò all'elevazione di Apsimaro al ruolo di imperatore con il nome regale di Tiberio III

Quando raggiunse l'isola di Creta per radunare le truppe, alcuni dei suoi ufficiali di marina, timorosi di essere incolpati del fallimento della campagna (oppure secondo altri amareggiati), si ribellarono. A quel punto l'intera flotta si ammutinò a Leonzio e proclamò quale imperatore Apsimaro. Quest'ultimo scelse come nome regale Tiberio III, probabilmente evocando Tiberio II Costantino, l'ultimo sovrano che aveva regnato senza patire alcuna seria calamità durante la sua parentesi al potere. L'ascesa di Tiberio fu favorita dalla vicinanza alla fazione dei Verdi, a differenza del suo predecessore che era invece appoggiato dagli Azzurri. Restava da conquistare la capitale Costantinopoli, al cui interno stava imperversando di nuovo un'epidemia di peste. Pare che i cittadini rimasero al fianco di Leonzio quando la flotta di Apsimaro arrivò a Sycae, un quartiere di Costantinopoli situato oltre il Corno d'Oro, e mise la città sotto assedio. Nell'estate del 698, tuttavia, alcuni ufficiali, verosimilmente di origine straniera, aprirono una porta, consentendo ai ribelli di fare irruzione e di compiere innumerevoli saccheggi. Prima di Tiberio, nessun ufficiale di marina era mai salito al trono, in parte perché i romei consideravano il reparto dell'esercito assai più prestigioso.

### Imperatore
Una volta impostosi a Costantinopoli e seguendo un'abitudine ormai consolidata, fece imprigionare l'imperatore detronizzato facendogli tagliare il naso e lo relegò poi in un monastero cittadino.
I suoi anni al potere furono contraddistinti dalla priorità di riaffermare il credito di Bisanzio come potenza militare, oltre alla necessità di neutralizzare il deposto Giustiniano II, che negli ultimi anni del regno di Tiberio rappresentò una minaccia crescente.

#### Politica estera e interna

L'impero bizantino nel 717

Il nuovo imperatore si era convinto della necessità di accreditarsi al trono riscattando gli insuccessi patiti in Nord Africa. Tiberio nominò comandante di tutti e quattro i temi terrestri dell'Anatolia l'uomo di cui si fidava di più, suo fratello Eraclio, e, sfruttando una ribellione scoppiata in Persia che stava impegnando gli arabi, lo spedì a sud alla testa di un grande esercito. Attraversando i passi della Cappadocia prima dell'inverno, Eraclio invase la Siria settentrionale e sbaragliò gli arabi giunti da Antiochia. In seguito eseguì un'incursione fino a Samosata, tornando in patria con un bottino ingente e numerosi prigionieri nella primavera del 699.
Si trattò di una vittoria dal valore effimero e che non sortì alcun effetto su quanto stava accadendo in Africa, con gli ultimi avamposti bizantini che presto si arresero ai loro nemici. Nel nord Africa occidentale, le sole a opporsi concretamente agli aggressori furono le tribù mauritane, la cui capacità di resistenza appariva piuttosto labile e cessò di rappresentare una seria minaccia all'inizio dell'VIII secolo, quando gli arabi si assicurarono la linea di costa fino all'Oceano Atlantico. L'unica mossa politica adottata nei confronti della parte occidentale dell'impero da Tiberio riguardò non il campo militare ma quello amministrativo, in quanto egli ridisegnò i confini dei temi di Sardegna e Sicilia concentrandovi le truppe disponibili. Il fragile tema di Sardegna comprendeva quanto sopravviveva dell'esarcato d'Africa, tra cui la Sardegna, la Corsica e le isole Baleari. Il tema di Sicilia, invece, comprendeva la Sicilia e la Calabria, ovvero le parti dell'esarcato d'Italia più esposte alle incursioni marittime provenienti dall'Africa araba. Queste regioni si allontanarono gradualmente dall'orbita romea.
Il califfo si vendicò presto dell'incursione di Eraclio con un'invasione su larga scala dell'Armenia bizantina, con la speranza di estendere i propri domini. Nel 700 il figlio del califfo Abdallah ibn Abd al-Malik conquistò la roccaforte di confine di Teodosiopoli e compì incursioni fino all'Esapoli. L'anno successivo il fratello del califfo, Muhammad ibn Marwan, invase nuovamente il territorio bizantino a est dell'Eufrate con tale impeto da spingere il comandante armeno Baänes ad arrendersi e gli abitanti armeni ad accettare un governatore arabo. Né l'imperatore né suo fratello Eraclio opposero una resistenza efficace.
L'inattività di Costantinopoli non impedì agli armeni, i quali mal sopportavano i loro nuovi signori, a insorgere; nel 702, massacrarono il governatore arabo e la sua guarnigione, inaugurando una ribellione che coinvolse anche l'Armenia moderna e la Lazica. Quando gli armeni chiesero aiuto all'imperatore, essi ricevettero alcune truppe bizantine. Impreparato a combattere subito contro gli armeni, il califfo inviò dapprima Abdullah in Cilicia, dove nel 703 fortificò Mopsuestia, elevandola al ruolo di prima roccaforte araba nella regione. Dall'anno successivo le razzie di Abdullah divenne frequenti in Armenia, mentre altre armate arabe assediarono Sisium, vicino a Mopsuestia. Sebbene Eraclio avesse attaccato i suoi nemici a Sisium uccidendone o catturandone molti, Abdullah continuò a colpire incessantemente l'Armenia.

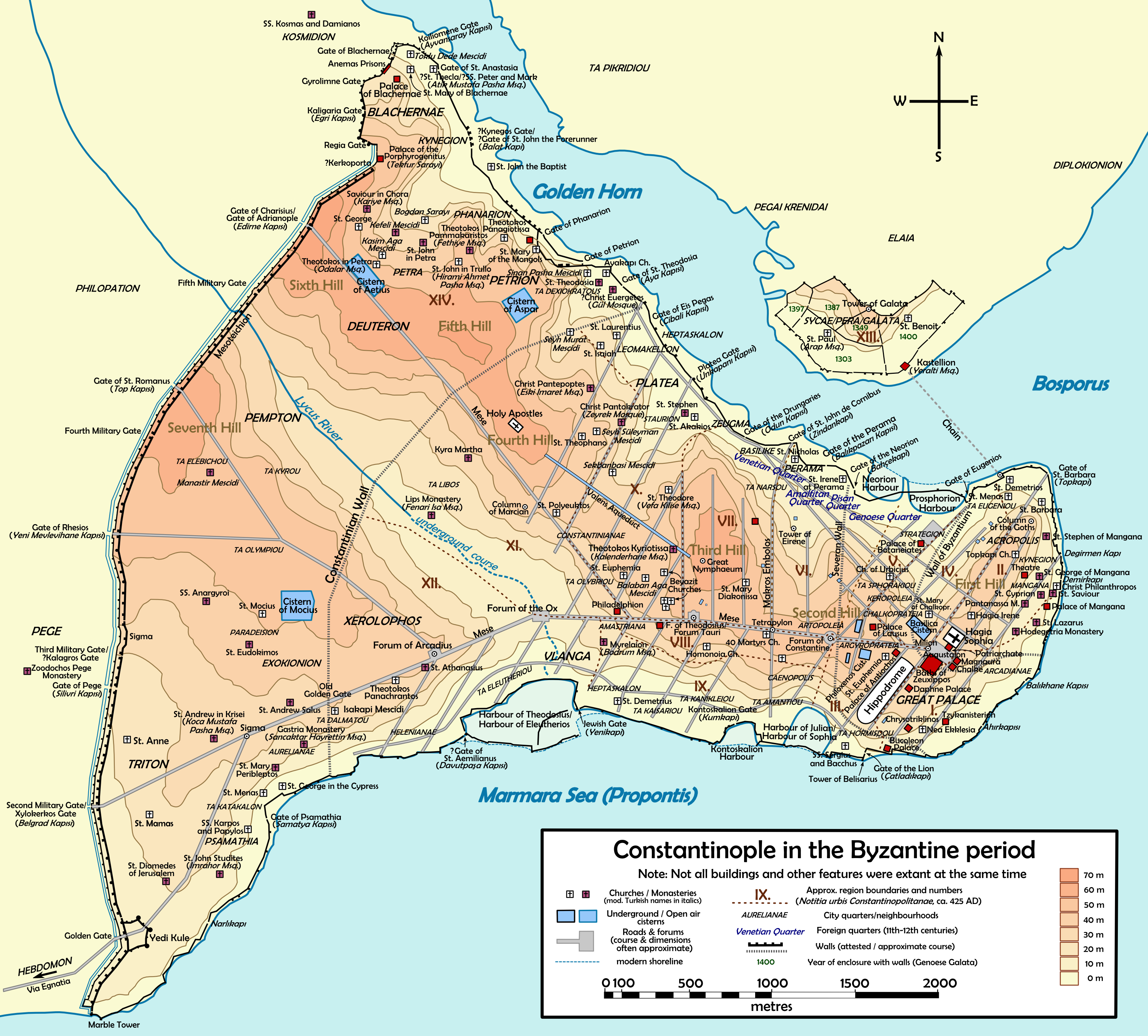
Costantinopoli in epoca bizantina; il palazzo delle Blacherne, dove risiedeva l'imperatore, si trovava nel nord-ovest della città

Tiberio cercò di rafforzare l'esercito bizantino ridefinendone la struttura, così come riorganizzò il tema dei Cibirreoti. Inoltre, riparò le mura marittime di Costantinopoli. Tiberio concentrò la sua attenzione pure sull'isola di Cipro, che aveva perso molti degli abitanti quando questi vennero trasferiti nella regione di Cizico durante il regno di un suo predecessore, Giustiniano II. Tiberio negoziò con successo con Abd al-Malik nel 698/699 per permettere ai ciprioti spostati a Cizico e a quelli che erano stati catturati dagli arabi e portati in Siria di tornare in patria. Egli rafforzò anche la guarnigione dell'isola con truppe mardaite provenienti dai monti del Tauro. Tiberio bandì infine il futuro imperatore Filippico Bardane, figlio di un patrikios, nell'isola di Cefalonia.

#### Il ritorno al potere di Giustiniano II
Come Tiberio, nel 695 Leonzio era salito al potere usurpando a sua volta il trono a Giustiniano II, di cui era stato generale. Esiliandolo da Costantinopoli, gli aveva mozzato il naso, una pratica che rientrava nel filone delle mutilazioni politiche nella cultura bizantina, e lo aveva costretto a trovare rifugio nella remota Chersoneso, in Crimea. Quando Giustiniano seppe che Leonzio era stato estromesso nel 698, si concentrò immediatamente sull'ipotesi di ritornare sul trono, ossessionato com'era dal desiderio di vendicarsi di chi lo aveva estromesso. Queste azioni allertarono le autorità locali di Chersoneso, le quali decisero di consegnarlo a Costantinopoli. Tiberio III seppe delle manovre che stava orchestrando Giustiniano e fu avvertito del fatto che questi aveva trovato rifugio presso l'impero dei Cazari, dove il khan era rimasto favorevolmente colpito dalla sua persona e gli aveva concesso in sposa la sorella, convertitasi al cristianesimo e ribattezzata con il nome di Teodora, lo stesso nome della moglie di Giustiniano I. Alla corte dei Cazari giunse presto un'ambasceria dell'imperatore Tiberio che reclamava l'estradizione di Giustiniano. Per non turbare i buoni rapporti con Bisanzio, il khan volle assecondare la richiesta del governo bizantino, ma nel 703 Giustiniano fu ancora una volta avvertito e, a seguito di una serie di peripezie, raggiunse la costa occidentale del Mar Nero. Lì conobbe il khan bulgaro Tervel, assicurandosi il suo appoggio.

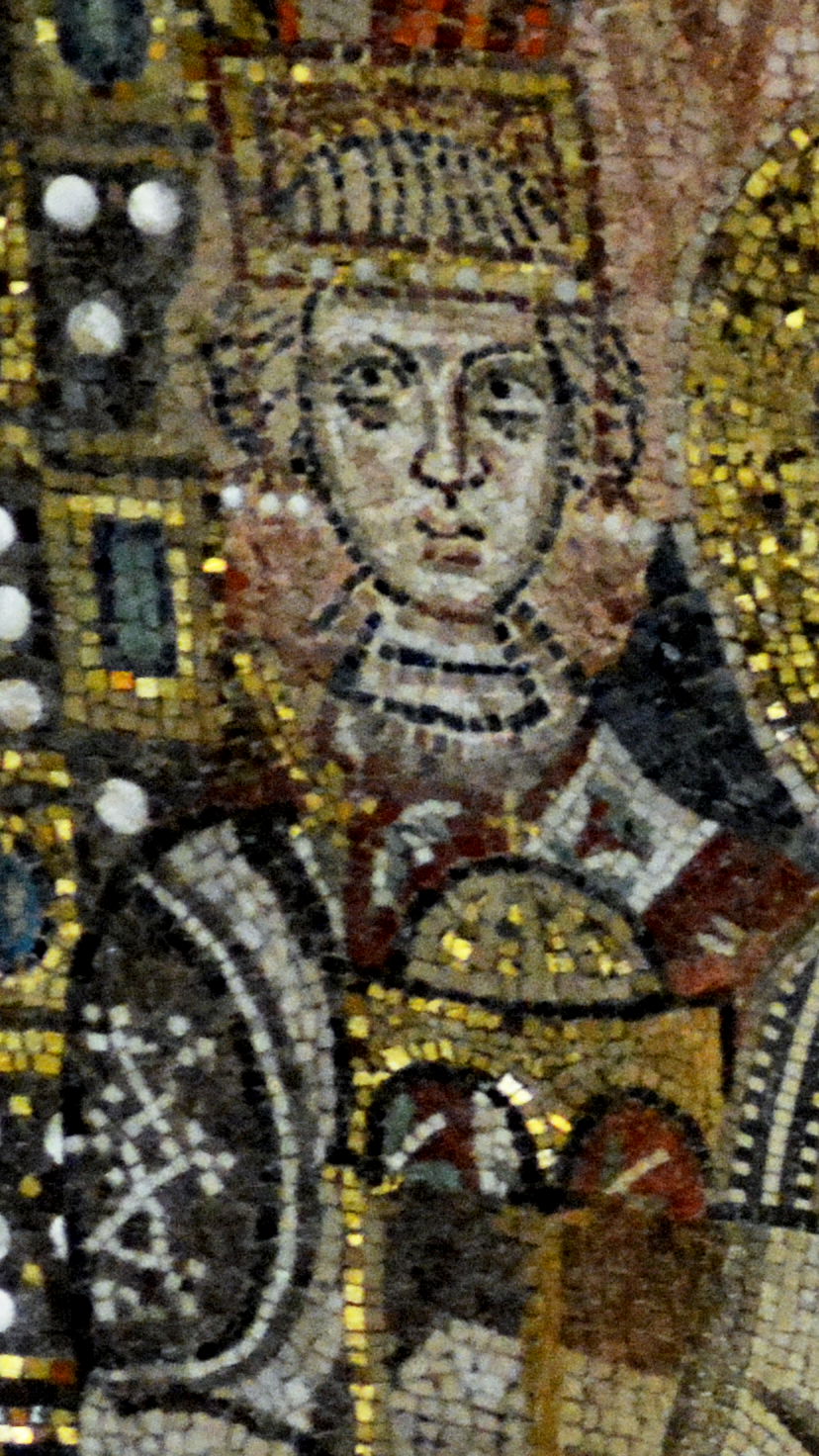
L'imperatore Giustiniano II (al potere dal 685 al 695 e dal 705 al 711) raffigurato in un mosaico della basilica di Sant'Apollinare in Classe a Ravenna

Nel settembre del 705, una volta radunato un esercito, Giustiniano e Tervel si presentarono assieme alla testa di un grande esercito bulgaro-slavo di fronte a Costantinopoli. Fiutato il pericolo, Tiberio aveva richiamato il fratello Eraclio dall'Oriente in Tracia, ma non era riuscito a intercettare il nemico, il quale lo aveva evitato. Le difese della capitale ressero per qualche giorno e Tiberio confidò seriamente nella possibilità di riuscire a resistere, tanto da replicare alle pretese dell'aggressore «con sprezzo e derisione». Giustiniano escogitò uno stratagemma e, affiancato da una piccola guarnigione, riuscì a penetrare in città passando per i tubi dell'acquedotto di Valente. Presto si diffuse il panico e Tiberio fuggì in tutta fretta, circostanza la quale permise a Giustiniano di ritornare al potere. L'«imperatore dal naso tagliato», il «rinotmeto», conferì a Tervel il titolo onorifico di cesare in segno di riconoscenza.

### Esautorazione e morte
Tiberio era riuscito a raggiungere Sozopoli, in Tracia, dove sperava di poter riorganizzarsi e tornare al potere; tuttavia, presto scoprì che tutti gli ufficiali prima al suo fianco lo avevano abbandonato. Giustiniano poté così facilmente farlo prigioniero, esponendolo al pubblico scherno assieme a Leonzio. Le fonti riferiscono che la morte dei due avvenne nel seguente contesto: Tiberio e Leonzio vennero portati all'ippodromo della capitale e Giustiniano si mise con un piede sulla pancia di uno e con un piede sulla pancia dell'altro. Trionfante, si presentò dunque dinanzi alla folla come imperatore restaurato prima di uccidere entrambi gli usurpatori. Le spoglie di Tiberio vennero inizialmente gettate nelle acque del mare, ma poi vennero ripescate e conservate presso la chiesa situata sull'isola di Prote.
A seguito della morte di Leonzio e Tiberio, ebbero luogo dure repressioni nei confronti dei loro sostenitori trascinatesi per tutta la seconda parentesi al potere di Giustiniano II. Uno dei primi a venire condannato a morte fu Eraclio, fratello di Tiberio.

## Discendenza
Tiberio ebbe un figlio, Teodosio, che divenne vescovo di Efeso nel 729, presiedendo il concilio di Hieria nel 754. Inoltre, ricoprì il ruolo di consigliere degli imperatori Leone III (regnante dal 717 al 741) e Costantino V (r. 741-775). Il bizantinista Graham Sumner ha suggerito che il figlio di Tiberio potrebbe corrispondere all'imperatore Teodosio III (r. 715-717). Sumner ha evidenziato delle prove secondo cui entrambe le figure amministrarono il vescovado di Efeso in periodi simili. L'imperatore Teodosio divenne vescovo dopo il 716, come attestato dal Chronicon Altinate, mentre Teodosio, figlio di Tiberio, divenne vescovo entro il 729, circostanza la quale lascia intendere che potrebbe trattarsi della stessa persona. I bizantinisti Cyril Mango e Roger Scott hanno ritenuto tale teoria inverosimile, in quanto se essa fosse vera l'imperatore Teodosio avrebbe vissuto per altri trent'anni dopo la sua abdicazione. Ulteriori dettagli relativi alla famiglia di Tiberio, tra cui il nome delle sue consorti, restano oscuri: questa penuria di informazioni si spiega ricordando il periodo storico durante cui Tiberio regnò, noto come anarchia dei vent'anni.

## Giudizio storiografico

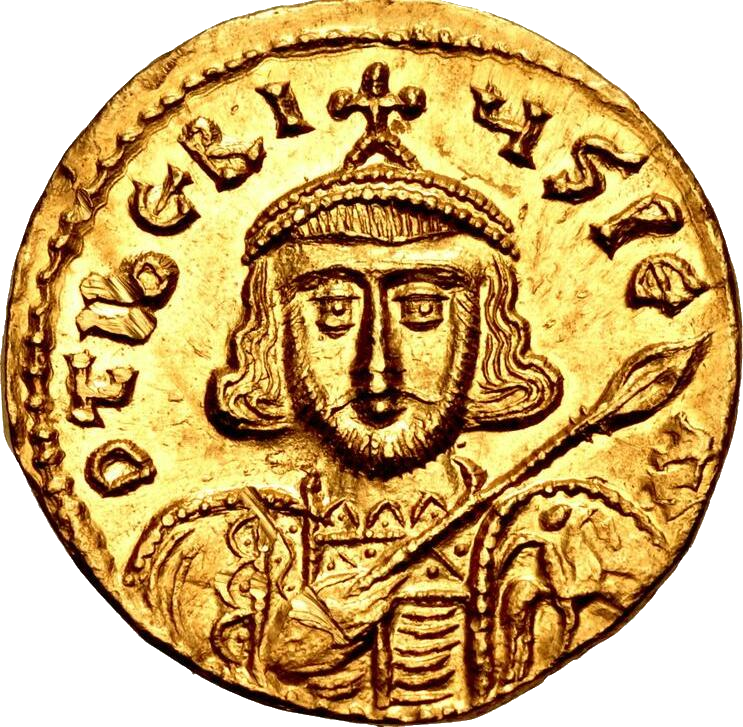
Dettaglio di un solido che ritrae Tiberio III

Secondo Warren Treadgold, Tiberio non sfigurò in confronto al suo predecessore in termini di capacità di governo. La perdita del Nord Africa privò Bisanzio, secondo le ricostruzioni degli storici, del grano africano e di vari commerci con la ricca regione costiera mediterranea, oltre a lasciare esposta la Sicilia alla futura conquista musulmana. Vi è anche un ulteriore aspetto da sottolineare. Nelle parole di Jean-Claude Cheynet, «il cristianesimo africano, dal passato così glorioso, si indebolì più rapidamente che in Oriente, indubbiamente a motivo del fatto che i suoi quadri dirigenti, fra cui i vescovi, si rifugiarono in massa in Sicilia lasciando le loro comunità prive d'un pastore, fatto tantopiù grave in quanto il monachesimo africano, poco sviluppato, non poteva supplire a questa mancanza».
La rinuncia definitiva alla costa nordafricana occidentale ha invece spinto altri studiosi a non ritenere Tiberio responsabile di ciò, in quanto si trattava di un territorio troppo lontano e difficile da presidiare. Constance Head ha sostenuto, sulla base delle informazioni a noi pervenuteci, che fu un «governante coscienzioso e pragmatico» e che avrebbe potuto essere ricordato come «uno dei veri grandi imperatori di Bisanzio» se avesse regnato più a lungo.

### Esplicative
1. 1 2  Tiberio viene talvolta indicato dagli storici come Tiberio II, in particolare da quegli studiosi che non considerano nella numerazione l'imperatore romano Tiberio, rimasto al potere tra il 14 e il 37 d.C., ma soltanto Tiberio Costantino (regnante dal 578 al 582): Ostrogorskij (2014), p. 120.

### Bibliografiche
1. 1 2 3 4 5 6 7 8 9 10  Treadgold (1997), p. 338.
2. 1 2 3 4 5 6 7  Ostrogorskij (2014), p. 120.
3. ↑  (EN) Frederick William Bussell, The Roman Empire: Essays on the Constitutional History from the Accession of Domitian (81 A.D.) to the Retirement of Nicephorus III (1081 A.D.), vol. 1, The Lawbook Exchange, Ltd., 2000,  p. 488, ISBN 978-15-84-77082-4.
4. ↑  Bryer e Herrin (1977), p. 16.
5. 1 2 3 4 5 6 7 8  Cheynet (2008), p. 15.
6. 1 2  Head (1982), p. 51.
7. ↑  Treadgold (1997), pp. 338-339.
8. 1 2 3 4 5 6 7 8 9 10 11 12 13 14  Treadgold (1997), p. 339.
9. ↑  Ostrogorskij (2014), pp. 120-121.
10. 1 2 3  Moore (1999).
11. 1 2 3  Bury (1889), p. 356.
12. ↑  Každan (1991), p. 2084.
13. ↑  Bury (1889), p. 356.
14. ↑  Bury (1889), p. 357.
15. 1 2 3 4 5 6 7 8 9  Ostrogorskij (2014), p. 121.
16. 1 2  Treadgold (1997), p. 340.
17. 1 2 3  Ostrogorskij (2014), p. 122.
18. 1 2 3  Treadgold (1997), p. 341.
19. ↑  Cheynet (2008), p. 13.
20. ↑  Bryer e Herrin (1977), p. 3.
21. 1 2  Sumner (1976), p. 292.
22. ↑  Head (1970), p. 15.
23. ↑  Neil (2000).
24. ↑  Head (1982), p. 51.
25. ↑  (EN) Walter Kaegi, Muslim Expansion and Byzantine Collapse in North Africa, Cambridge, Cambridge University Press, 2010,  p. 288, ISBN 978-05-21-19677-2.